# 硕士

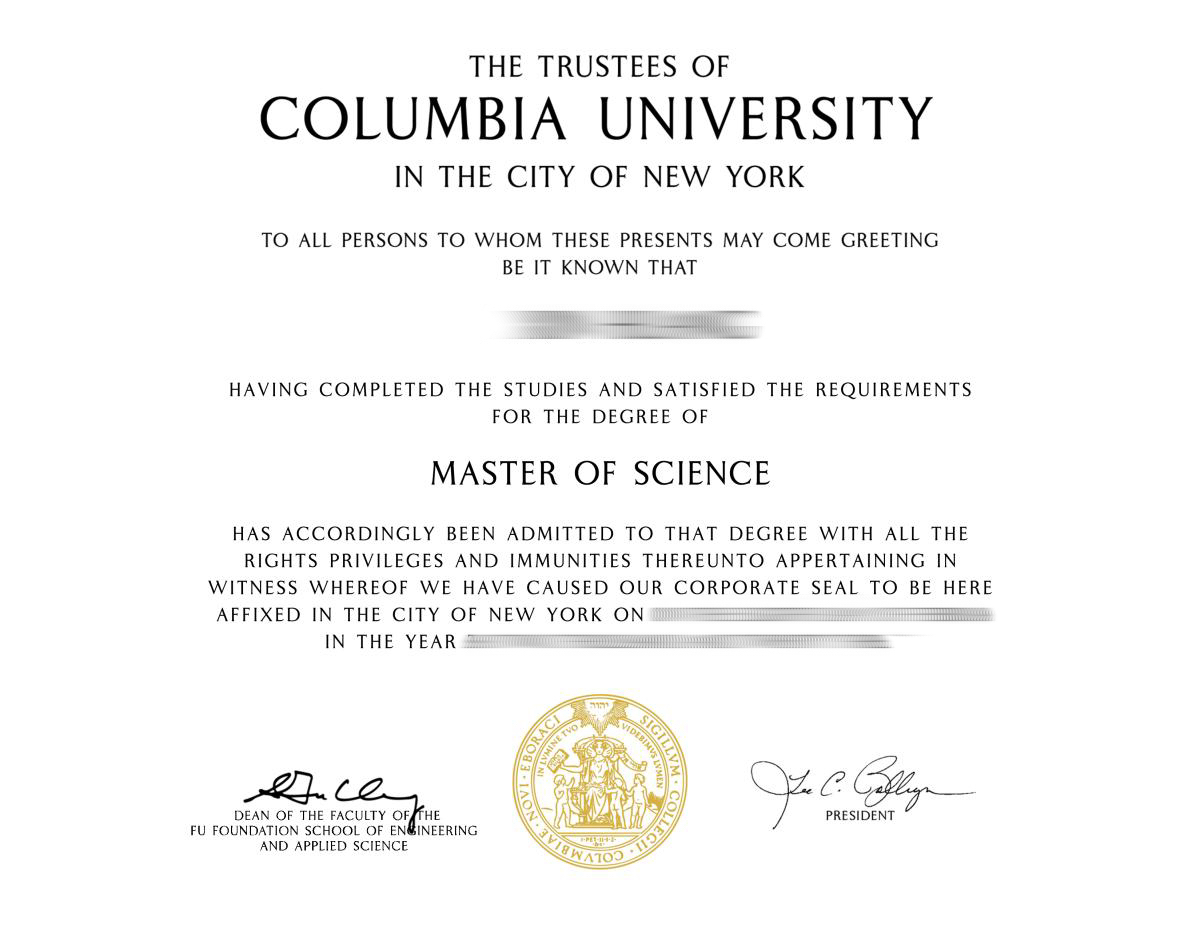
美國哥倫比亞大學理學碩士學位

碩士（英語：Master's degree）是由大學或學院所授予研究所畢業生的學位。擁有碩士學位者，通常象徵掌握並專精於某一研究領域或職場專業。在主攻的研究領域中，合格的研究生必須要能同時瞭解學術理論與實務，具備批判性思考與將知識融會貫通以解決問題，並且比學士更能解決複雜問題，擁有更加獨立和縝密的思考能力。獲得此學位者可攻讀更高階研究所學位－博士。

## 頭銜
碩士在英語圈稱作、德語圈稱作。韓國與漢語圈相同稱作碩士（韩语：／ seogsa）、，日本則稱作修士（日语：／ Shūshi）或博士前期（研究科）。
最普遍的碩士學位為文學碩士(Master of Arts；MA)和理學碩士(Master of Science；MS、MSc)。上述的兩種碩士學位，有可能是研究型(Research-based)碩士，也可能是修課型(Taught-based)碩士，或兩者混合。有些歐、美大學會採用拉丁文來命名學位，因為拉丁語語法較具有命名彈性。例如：哈佛大學和麻省理工學院便採用拉丁文來命名上述兩種碩士學位(artium magister和scientiarum magister)。
除了上述兩種碩士學位，其它的碩士大多是專業碩士學位(Tagged Degrees)，這類碩士學位的特色是直接以主攻的專業領域做為學位名稱，常見的例如：音樂碩士(Master of Music)、藝術創作碩士(Master of Fine Arts)、公共行政碩士(Master of Public Administration)、工學碩士(Master of Engineering；MEng)、設計學碩士(Master of Design；Mds)、商學碩士(Master of Commerce；MCom)、教育碩士(Master of Education；MEd)。
- 科技碩士(Master of Science in Engineering)在歐洲常縮寫為Ing.用作人名的前缀。
- 少數碩士學位較為學術化與通識化，例如研究碩士及哲學碩士。
- 在古典大學（牛津大學、劍橋大學、愛丁堡大學、聖安德魯斯大學、格拉斯哥大學、阿伯丁大學、都柏林大學）中，他們會授予本科生文學碩士，但是此類學位仍為本科教育學歷，所修碩士不論文理會授予理學碩士。本科生文學碩士的實質意義為 BA (Hons)（英语：Honours degree）。

### 類型
碩士課程主要分為三種：
- 學士後碩士學位(Post-graduate master's degree)：設計給擁有學士學位的社會新鮮人，在大學畢業後的幾年內繼續深造(MA, MEng, MS, MSc, MCom, MBus)，例如文學碩士、理學碩士等等。

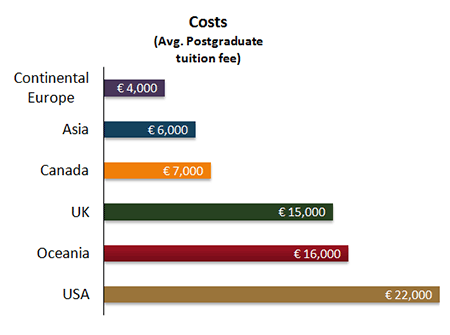
歐美等國前100大大學取得碩士所需的平均學費（2009年，歐元）

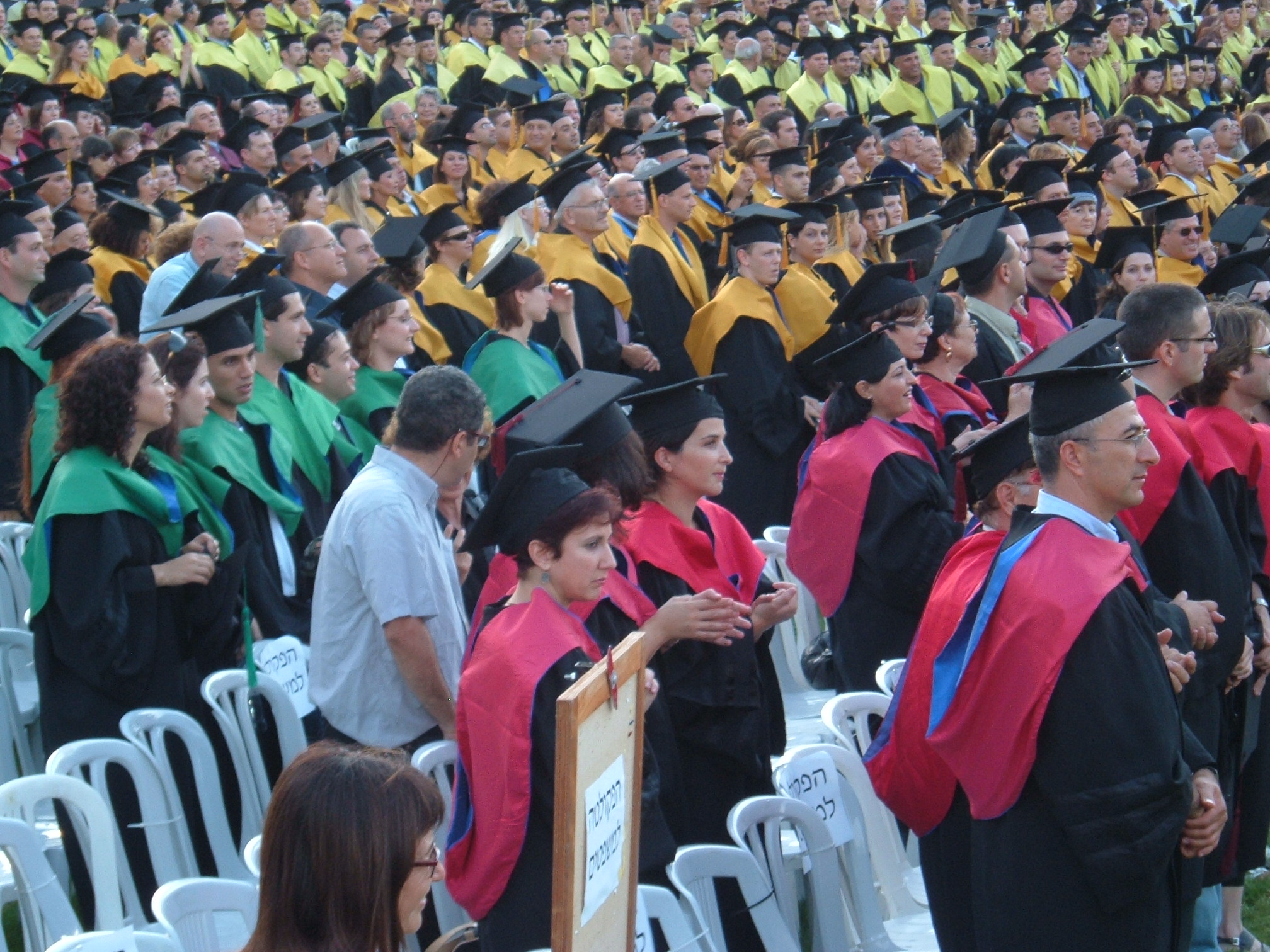
海法大學碩士畢業典禮

- 商業或管理學碩士學位(MBA, Business or management master's degree)：有時會與第一種碩士學位混淆，但主要區別在於它是設計給有豐富工作經驗的社會人士進修，工作經驗門檻為主要入學門檻。
- 高階主管在職進修碩士學位(EMBA, Executive master's degree)：設計給現任高階主管假日進修與人脈建立用，入學者不一定具有學士學位，通常較為年長；入學標準、課程設計與畢業要求皆與一般碩士學位不同。

### 課程架構
- 研究型(Research-based)：研究式的碩士主要為研究碩士(Master of Research；MRes)及哲學碩士(Master of Philosophy；MPhil)。以投入學術界為主要職涯發展目標，是攻讀博士學位的跳板，高於修課型碩士學位、僅次於博士學位。以撰寫碩士論文為主要畢業依據。[1]
- 修課型(Taught-based)：修課型的碩士課程主要有文學碩士、理學碩士、工商管理碩士(Master of Business Administration；MBA)等等。偏向學習並獲得職場專業技能，因此商學院的碩士大多為修課型碩士。需完成特定的學分課程、實習、學分考試或科目專題論文，以達到畢業門檻。[1]
- 專業學位(Professional degree)：專業碩士，港澳部份院校視部份課程為博士學位程度，但不包括法律博士。